# Tian Tao
Tian Tao (田涛S, Tián TāoP; Yichang, 8 aprile 1994) è un sollevatore cinese, vincitore della medaglia d'argento olimpica a Rio de Janeiro 2016 nella categoria fino a 85 kg.

## Palmarès
- Giochi olimpici

Rio de Janeiro 2016: argento negli 85 kg.
- Mondiali

Aşgabat 2018: argento nei 96 kg.
Pattaya 2019: oro nei 96 kg.
- Giochi asiatici

Incheon 2014: oro negli 85 kg.
Hangzhou 2022: oro nei 96 kg.
- Campionati asiatici

Ningbo 2019: oro nei 96 kg.
Tashkent 2020: oro nei 96 kg.
Jinju 2023: argento negli 89 kg.